# Pospiviroidae
Pospiviroidae es una familia de viroides. Incluye al primer viroide que fue descubierto, el Potato spindle tuber viroid (PSTVd), que pertenece al género Pospiviroid.

## Descripción
La clasificación de esta familia se basa en las diferencias en la secuencia de la región central conservada. El genoma consiste (en este orden) de un dominio de LH terminal, un dominio patógeno, un dominio conservado en la zona central, un dominio variable, y un dominio HR terminal. La replicación de los miembros de la familia Pospiviroidae se produce en una forma asimétrica a través de la ARN polimerasa, ARNasa y ARN ligasa de la célula huésped. Su estructura secundaria es la clave para su actividad biológica.
Infectan plantas y en 2019 se reportaron infectando hongos, aunque también han demostrado poder replicarse en bacterias. Un estudio de metagenómica (2022) ha detectado muchos ARN viroides no descubiertos que infectarían hongos, procariotas (arqueas y bacterias) y eucariotas unicelulares (algas uncelulares y protozoos), lo que sugiere que la diversidad de este grupo no se ha descubierto enteramente.

## Taxonomía
- Género Apscaviroid; incluye 10 especies, siendo la especie tipo Apple scar skin viroid
- Género Cocaviroid; incluye 4 especies, siendo la especie tipo Coconut cadang-cadang viroid
- Género Coleviroid; incluye 3 especies, siendo la especie tipo Coleus blumei viroid 1
- Género Hostuviroid; incluye 1 especies, Hop stunt viroid
- Género Pospiviroid; incluye 9 especies, siendo la especie tipo Potato spindle tuber viroid